# 马库斯·贝特曼
马库斯·贝特曼（英語：Marcus Bateman，1982年9月16日—），英国男子赛艇运动员。他曾代表英国参加2010年世界赛艇锦标赛，获得男子双人双桨银牌。